# Kamøya
Kamøya is een eiland in de provincie Finnmark in het noorden van Noorwegen. Het onbewoonde eiland is deel van de gemeente Hammerfest. Even ten noorden ligt nog het eiland Lille Kamøya dat in zijn geheel een natuurreservaat is.